# Castelo de Paranho
O chamado Castelo de Paranho localiza-se no lugar do Paço, freguesia de Terroso, concelho de Póvoa de Varzim, distrito do Porto, em Portugal.
Constitui-se nas ruínas de uma estrutura que remonta à Idade Média, tendo se constituído na residência dos Redondos.

## História
Implanta-se no seio de um vale agrícola, em posição dominante sobre numa pequena colina. Foi erguido durante o reinado de Afonso III de Portugal, por iniciativa de João Anes Redondo.
É possível que o conjunto tenha sido abandonado antes do século XVI, uma vez que inexistem reformas posteriores à Idade Média.

## Características
O anexo residencial constituía-se em um espaço de planta retangular, com as dimensões de 14 por 8 metros. Devido ao adiantado estado de ruína, e à falta de trabalhos de prospeção arqueológica, desconhece-se se possuía alguma torre.